# Paracymoriza okinawanus
Paracymoriza okinawanus is een vlinder uit de familie van de grasmotten (Crambidae), uit de onderfamilie van de Acentropinae. De wetenschappelijke naam van deze soort is voor het eerst gepubliceerd in 1992 door Yutaka Yoshiyasu en Yutaka Arita.
De soort komt voor in Japan (Ryukyu-eilanden).